# アメーバ・ギグ
『アメーバ・ギグ』（Amoeba Gig）は、2019年に発表されたポール・マッカートニーのライブ・アルバムである。

## 概要
マッカートニーは当時の最新アルバム『追憶の彼方に〜メモリー・オールモスト・フル』のプロモーションのため、有名レコード店「アメーバ・ミュージック」のハリウッドの店舗にてシークレット・ライブを開催 、二日前に急遽ライブの情報が公式によって発表されたが、その日、1時間も経たないうちにファンが店の前に並ぶ状態となり、ライブ当日には日本から訪れたファンもいた 。
マッカートニーはこのライブについて2019年のインタビューで「確か元々はマネージャーのスコットのアイデアじゃないかな。“君がロサンゼルスで演奏する日の晩、ロサンゼルスに行く予定の日は、バンドのポリスがドジャース・スタジアムかどこかで演奏する予定と重なっている”と彼が言ったんだ。そして“何か奇抜なことをしない限りは目立たないかも”とも言われた。だから僕は“それはいいね、まさに僕にうってつけだよ！”と答えた。レコード店でやることを提案したのが彼だったかどうかは覚えていないけれど、そういう話の中でロサンゼルスのサンセット大通りにあるあの有名なレコード店でやろうというアイデアが持ち上がった」と語っている。
また、リンゴ・スターやアラニス・モリセット、ウディ・ハレルソンもこのライブに参加していたとされている 。

## リリース
開催後5か月が経った2007年11月13日、数量限定の『アメーバズ・シークレット』のタイトルで4曲入りの12インチレコードとして本作は発売、その後、同タイトルのまま2009年1月27日にCD化され、発売されることとなった。
その後、2010年に12曲入りのバージョンが『Live In Los Angeles』というタイトルでイギリス、アイルランド限定で1日限定の発売、2012年には14曲入りのバージョンが自身のウェブサイトのプレミアム会員限定でリリースされた。
2019年には完全版の21曲を収録、2019年の最新リマスタリングを施し、紙ジャケットの仕様で『アメーバ・ギグ』とタイトルを変更。CD、レコード、配信の形で再発された。

## 収録曲
| 全作詞・作曲: 記載されていないものはレノン＝マッカートニー名義での楽曲である。 |                                                          |                                                                  |                                                                  |      |
| #                                                                              | タイトル                                                 | 作詞                                                             | 作曲・編曲                                                       | 時間 |
| 1.                                                                             | 「ドライヴ・マイ・カー 」                                | 記載されていないものは レノン＝マッカートニー 名義での楽曲である | 記載されていないものは レノン＝マッカートニー 名義での楽曲である | 2:41 |
| 2.                                                                             | 「オンリー・ママ・ノーズ」(ポール・マッカートニー)       | 記載されていないものは レノン＝マッカートニー 名義での楽曲である | 記載されていないものは レノン＝マッカートニー 名義での楽曲である | 3:47 |
| 3.                                                                             | 「ダンス・トゥナイト」(マッカートニー)                   | 記載されていないものは レノン＝マッカートニー 名義での楽曲である | 記載されていないものは レノン＝マッカートニー 名義での楽曲である | 3:25 |
| 4.                                                                             | 「C・ムーン」(ポール & リンダ・マッカートニー)           | 記載されていないものは レノン＝マッカートニー 名義での楽曲である | 記載されていないものは レノン＝マッカートニー 名義での楽曲である | 3:13 |
| 5.                                                                             | 「ザ・ロング・アンド・ワインディング・ロード」           | 記載されていないものは レノン＝マッカートニー 名義での楽曲である | 記載されていないものは レノン＝マッカートニー 名義での楽曲である | 3:34 |
| 6.                                                                             | 「アイル・フォロー・ザ・サン」                           | 記載されていないものは レノン＝マッカートニー 名義での楽曲である | 記載されていないものは レノン＝マッカートニー 名義での楽曲である | 2:56 |
| 7.                                                                             | 「カリコ・スカイズ」(マッカートニー)                     | 記載されていないものは レノン＝マッカートニー 名義での楽曲である | 記載されていないものは レノン＝マッカートニー 名義での楽曲である | 2:57 |
| 8.                                                                             | 「ザット・ワズ・ミー」(マッカートニー)                   | 記載されていないものは レノン＝マッカートニー 名義での楽曲である | 記載されていないものは レノン＝マッカートニー 名義での楽曲である | 3:03 |
| 9.                                                                             | 「ブラックバード」                                       | 記載されていないものは レノン＝マッカートニー 名義での楽曲である | 記載されていないものは レノン＝マッカートニー 名義での楽曲である | 3:44 |
| 10.                                                                            | 「ヒア・トゥデイ」(マッカートニー)                       | 記載されていないものは レノン＝マッカートニー 名義での楽曲である | 記載されていないものは レノン＝マッカートニー 名義での楽曲である | 3:13 |
| 11.                                                                            | 「バック・イン・ザ・U.S.S.R.」                           | 記載されていないものは レノン＝マッカートニー 名義での楽曲である | 記載されていないものは レノン＝マッカートニー 名義での楽曲である | 4:08 |
| 12.                                                                            | 「ノド・ユア・ヘッド」(マッカートニー)                   | 記載されていないものは レノン＝マッカートニー 名義での楽曲である | 記載されていないものは レノン＝マッカートニー 名義での楽曲である | 2:00 |
| 13.                                                                            | 「ハウス・オブ・ワックス」(マッカートニー)               | 記載されていないものは レノン＝マッカートニー 名義での楽曲である | 記載されていないものは レノン＝マッカートニー 名義での楽曲である | 6:02 |
| 14.                                                                            | 「アイヴ・ガッタ・フィーリング」                         | 記載されていないものは レノン＝マッカートニー 名義での楽曲である | 記載されていないものは レノン＝マッカートニー 名義での楽曲である | 5:56 |
| 15.                                                                            | 「マッチボックス」(カール・パーキンス)                   | 記載されていないものは レノン＝マッカートニー 名義での楽曲である | 記載されていないものは レノン＝マッカートニー 名義での楽曲である | 3:31 |
| 16.                                                                            | 「ゲット・バック」                                       | 記載されていないものは レノン＝マッカートニー 名義での楽曲である | 記載されていないものは レノン＝マッカートニー 名義での楽曲である | 4:21 |
| 17.                                                                            | 「ベビー・フェイス」(ハリー・アキスト、ベニー・デイビス) | 記載されていないものは レノン＝マッカートニー 名義での楽曲である | 記載されていないものは レノン＝マッカートニー 名義での楽曲である | 0:54 |
| 18.                                                                            | 「ヘイ・ジュード」                                       | 記載されていないものは レノン＝マッカートニー 名義での楽曲である | 記載されていないものは レノン＝マッカートニー 名義での楽曲である | 8:01 |
| 19.                                                                            | 「レット・イット・ビー」                                 | 記載されていないものは レノン＝マッカートニー 名義での楽曲である | 記載されていないものは レノン＝マッカートニー 名義での楽曲である | 3:54 |
| 20.                                                                            | 「レディ・マドンナ」                                     | 記載されていないものは レノン＝マッカートニー 名義での楽曲である | 記載されていないものは レノン＝マッカートニー 名義での楽曲である | 3:34 |
| 21.                                                                            | 「アイ・ソー・ハー・スタンディング・ゼア」               | 記載されていないものは レノン＝マッカートニー 名義での楽曲である | 記載されていないものは レノン＝マッカートニー 名義での楽曲である | 3:25 |

| #   | タイトル                                                 | 作詞 | 作曲・編曲 | 時間 |
| --- | -------------------------------------------------------- | ---- | ---------- | ---- |
| 22. | 「カミング・アップ(サウンド・チェック)」(マッカートニー) |      |            | 4:25 |

## クレジット
- ポール・マッカートニー - リード・ボーカル、ベース、アコースティック・ギター、エレクトリック・ギター、マンドリン、ピアノ
- ラスティ・アンダーソン - エレクトリック・ギター、バッキング・ボーカル
- ブライアン・レイ - エレクトリック・ギター、ベース、バッキング・ボーカル
- エイブラハム・ラボリエルJr. - ドラムス、バッキング・ボーカル
- デヴィッド・アーチ - キーボード